# Inochi no Spare
	Inochi no Spare (生命のスペア tạm dịch: Anh sinh ra là vì em) là visual novel có nội dung người lớn của Nhật Bản, được phát triển và phát hành bản chính thức bởi Akabeisoft3 vào ngày 26 tháng 8 năm 2016 trên hệ điều hành Microsoft Windows. Lối chơi của Inochi no Spare thuộc loại kinetic novel, không yêu cầu người chơi trải qua các lựa chọn mà chỉ có một kết thúc duy nhất và câu chuyện chỉ xoay quanh hai nhân vật chính.

## Lối chơi
Inochi no Spare thuộc thể loại kinetic novel, không yêu cầu người chơi trải qua các lựa chọn mà chỉ có một kết thúc duy nhất. Người chơi sẽ đọc lời thoại và suy nghĩ của nhân vật chính xuất hiện trên màn hình trò chơi.

## Tổng quan

### Nhân vật chính
Shizumine Ryuuji
Nhân vật nam chính mà người chơi sẽ nhập vào.
Shukugawa Meguri
Lồng tiếng bởi Tachibana Mao, bạn cùng lớp của Ryuuji.
Shukugawa Ria
Lồng tiếng bởi Hanazawa Sakura, em gái của Meguri.
Shukugawa Harunobu
Lồng tiếng bởi Ueki Tooru, bố của Meguri và Ria.
Shukugawa Yurie
Lồng tiếng bởi Tezuka Ryouko, mẹ của Meguri và Ria.
Shizumine Kyouya
Lồng tiếng bởi Tachibana Juushirou, bố của Ryuuji.

### Nội dung
Shukugawa Meguri bị mắc căn bệnh không thể chữa trị tên là "Oumon". Vào thời điểm đó, không một ai nghiên cứu ra nguyên nhân gây bệnh và cách chữa trị. Người mắc bệnh sẽ nổi hình hoa anh đào trên khắp cơ thể, khiến cho tim ngưng đập, thở dốc, về sau sẽ nôn ra máu và chết. Chỉ có một hi vọng mong manh đó là dùng phương pháp ghép tim. Nhưng để tìm được một người có trái tim tương tự để ghép tim là điều không thể. Để chữa trị cho Meguri, Ria - em gái của Meguri, được sinh ra như một đứa trẻ thí nghiệm để ghép tim cho chị. Có thể nói, người em sinh ra là vì sự sống của người chị.
Bên cạnh đó, Meguri có một người bạn thân duy nhất là Ryuuji biết về bí mật căn bệnh của cô. Hai người họ dành thời gian bên nhau và yêu nhau. Cho đến một ngày, Ryuuji phát hiện ra bản thân mình cũng bị mắc căn bệnh tương tự. Meguri đã xin phép bố mẹ được sống chung với Ryuuji trong những ngày tháng cuối đời. Trong đêm cuối cùng, hai người họ trao nhẫn cho nhau rồi cùng chết dưới cây hoa anh đào.

## Âm nhạc
Ca khúc mở đầu mang tên Liblume, thể hiện bởi Shimotsuki Haruka.